# Toyota Previa
La Previa è un'autovettura prodotta dalla Toyota dal 1990 al 2019. Il modello è stato commercializzato come Toyota Estima (エスティマ?, Esutima) in Giappone, Toyota Canarado nell'Asia Pacifica e Toyota Tarago in Australia.

## La prima serie: 1990–1999

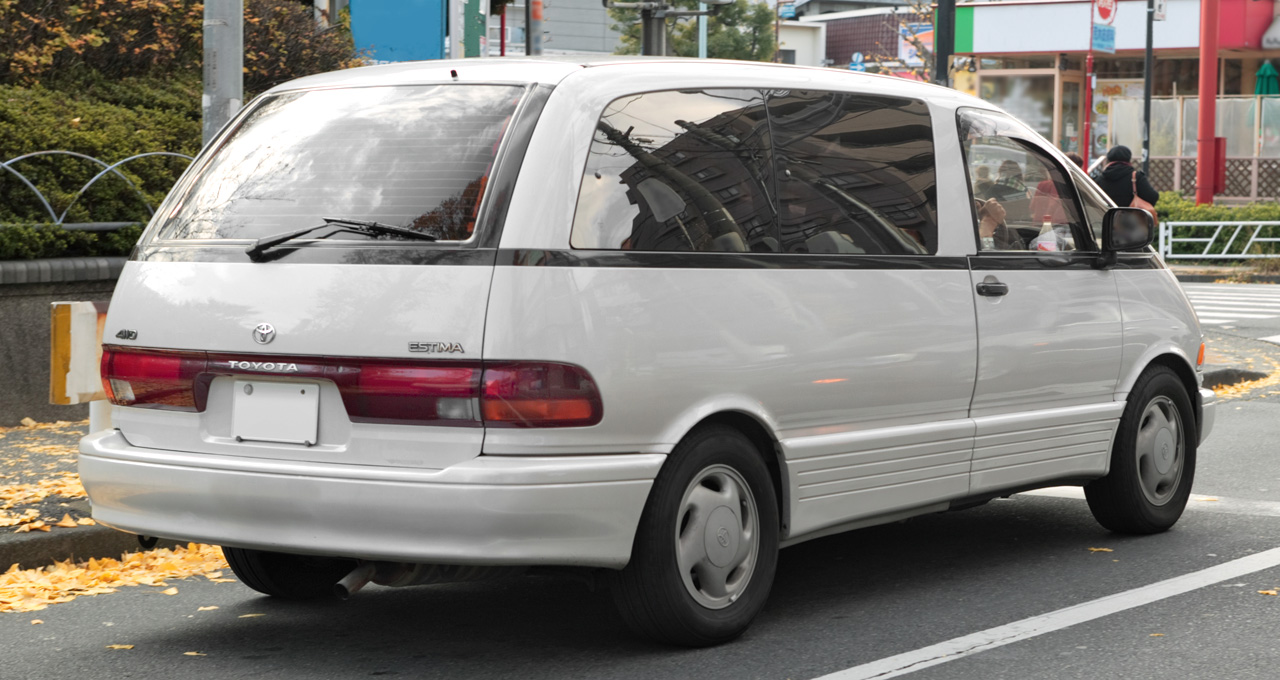
Il retro di una Toyota Estima prima serie

Il modello venne progettato nel 1987 e lanciato sui mercati nel gennaio 1990, ma le prime immagini definitive furono rivelate in anteprima dalla stampa specializzata già alla fine del 1989. La prima serie fu disponibile solo in versione monovolume tre porte. Oltre alle portiere anteriori, era infatti presente un solo portellone laterale scorrevole. Il motore, che era installato centralmente, era a quattro cilindri in linea.  La posizione centrale del propulsore fu pensata per rendere ottimale la distribuzione del peso, la tenuta di strada e la guidabilità.
La prima generazione di Previa era disponibile sia in versione a trazione posteriore che in versione a trazione integrale. Le motorizzazioni disponibili comprendevano un quattro cilindri in linea da 2,4 L di cilindrata e 99 CV di potenza ed un motore Diesel sovralimentato da 2,2 L. Sul mercato statunitense il motore da 2,4 L era sovralimentato. Questo propulsore, che era dotato di intercooler e di un compressore Roots, erogava 160 CV. Il cambio era manuale a cinque rapporti o automatico a quattro rapporti.
Questa serie di Previa era in grado di trasportare fino a otto passeggeri. Il guidatore e il passeggero di fianco al conducente era ospitati su due sedili singoli, mentre i passeggeri posteriori erano trasportati su due file di sedili a divanetto. I freni erano a disco sulle quattro ruote, oppure a disco su quelle anteriori e a tamburo su quelle posteriori. L'ABS era offerto tra le opzioni. 

## La seconda serie: 2000–2005

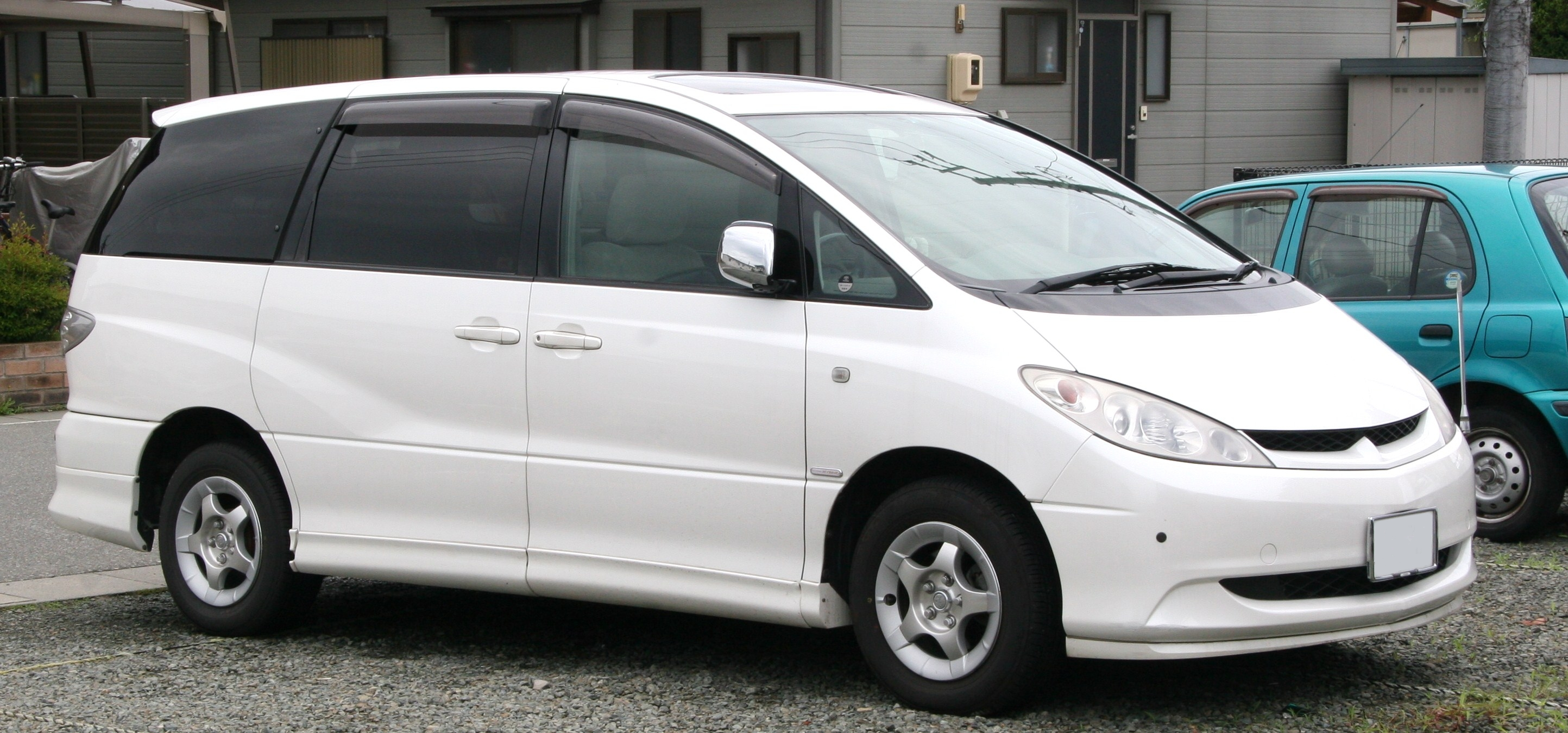
Una Toyota Previa seconda serie ibrida

La seconda serie del modello fu lanciata sui mercati nel 2000. Questa nuova generazione non fu disponibile negli Stati Uniti. In questo mercato, in luogo della Previa, venne infatti introdotta la Toyota Sienna.
La novità più importante fu lo spostamento della trazione, che passò da posteriore ad anteriore. Anche il motore venne montato anteriormente. La nuova Previa era basata sul pianale della Toyota Camry ed era dotata, oltre che delle portiere anteriori, di due portelloni laterali scorrevoli. Era in grado di ospitare fino ad otto passeggeri.
Sul mercato europeo le motorizzazioni disponibili erano due. La prima comprendeva un quattro cilindri in linea a benzina da 2.4 L e 156 CV, mentre la seconda prevedeva un motore Diesel da 2.0 L e 116 CV. Entrambe le versioni erano dotate di un cambio manuale a cinque rapporti. Era offerto, tra le opzioni, solo sulla versione benzina, il cambio automatico a quattro rapporti. I modelli venduti in Australia erano disponibili sono nell'ultima versione citata, cioè con cambio automatico e motore Diesel, mentre le vetture vendute in Giappone erano offerte anche con un motore V6 a benzina da 3 L oppure con un motore ibrido. I modelli ibridi erano dotati di un propulsore a scoppio, di un motore elettrico e di un cambio continuo.
Nel 2003 è stata sottoposta alle prove d'impatto dell'Euro NCAP ottenendo il risultato di 4 stelle.

## La terza serie: 2006–2019

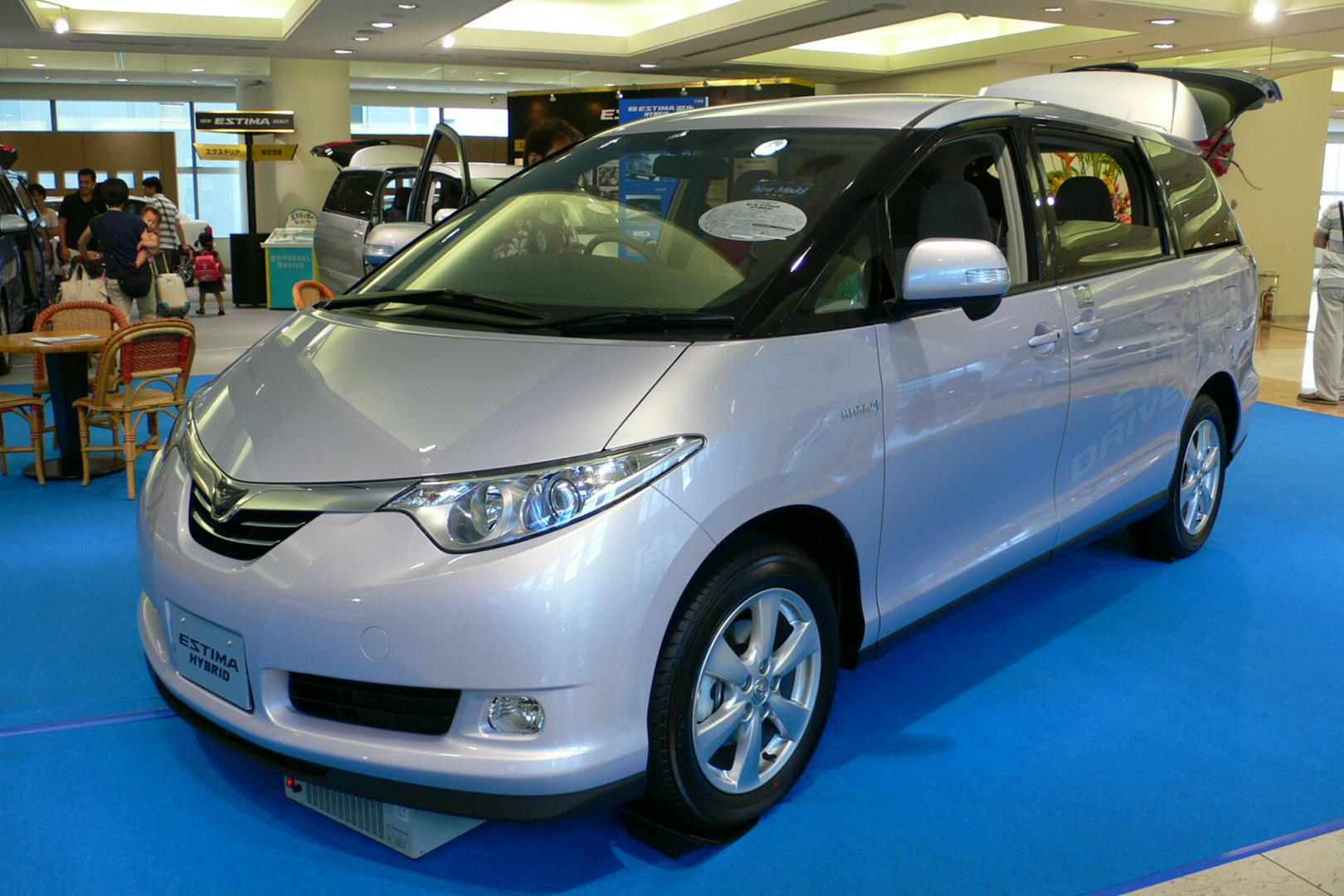
Una Toyota Previa terza serie ibrida

La terza serie è stata lanciata in Giappone e Australia nel 2006. In Giappone ed Hong Kong è offerta anche la sua versione ibrida. La nuova generazione di Previa comprende la seconda fila di sedili provvista di braccioli e dotata di sistema di reclinazione, e la terza fila di sedili abbattibile elettricamente e frazionabile. Nel 2009 il modello è stato oggetto di un facelift.
Anche la terza serie di Previa non è disponibile negli Stati Uniti. Il suo spazio sul mercato è infatti occupato dalla Toyota Sienna. Questa generazione del modello non è venduta neppure in Europa. Sul mercato europeo, in luogo della Previa, è invece venduta la Toyota Verso.
Le motorizzazioni sono due. Al motore Diesel da 2,4 L già installato sulla serie precedente, si è aggiunto un V6 da 3,5 L e 202 CV. Il cambio può essere automatico a quattro oppure a sei rapporti. Come la serie precedente, anche la terza generazione di Previa è a trazione anteriore. La versione ibrida è dotata di un motore a scoppio, di un propulsore elettrico e di un cambio continuo.
La produzione è stata interrotta alla fine del 2019 senza presentare alcuna erede diretta.